# Skip (Musiker)
Skip (* 1996 in Basel als Loris Finn Aeberli) ist ein Schweizer Musiker.

## Leben
Im Jahr 2013 begann Skip seine Musikkarriere mit der Teilnahme am Swiss VBT. Zu dieser Zeit verbrachte Skip viel Zeit mit der aufstrebenden Basler Rap-Crew B1Recs (Bone, Rippa), die ihn auch dazu brachte, seine Songs zu veröffentlichen. Nach vielen Jahren Funkstille um den Musiker entstand 2016 der Kontakt zum Label Drittestock Records. Über dieses Label, rund um den Rapper Sherry-Ou veröffentlichte Skip seine erste EP, 24/7, mit der er auf Platz 14 der Schweizer Hitparade landete. Kurz darauf gewann Skip bei den RFV Democlinic 2018 mit seinem Song einen Förderbeitrag für ein Musikvideo. Im Jahr 2019 wurde Skip als Best Breaking Act bei den Lyrics Awards nominiert. Seit 2021 steht Skip beim Basler Urban Label trusttheprocess unter Vertrag. Über dieses Label veröffentlichte er diverse Singles und 2020 seine zweite EP, Mandala. Seit dieser EP wird Skip des Öfteren mit Reggae/Dancehall statt mit Rap in Verbindung gebracht, nicht zuletzt wegen seines Songs Kennsch du? aus dem Jahr 2018. Im Dezember 2023 verkaufte Skip seine Solo-Show in der Kaserne Basel aus und setzte somit den Grundstein für sein im Februar 2024 erschienenes Debüt-Album.

## Diskografie

### Album
- 2024: Pausehof

### EPs
- 2018: 24/7
- 2020: Mandala

### Singles
- 2018: Mach Platz
- 2019: Stand do
- 2020: Kei Zyt
- 2020: In d Shorts
- 2021: Wayne
- 2021: Für unsri Farbe
- 2021: Friendzone
- 2022: NAJA UND?
- 2022: Vale hau se um
- 2023: Birkestock
- 2023: Himmel am Obe
- 2023: Wie wär’s
- 2023: Kei Diva
- 2023: Immer Ich
- 2024: Das erste Mal
- 2024: FLIEG LOS
- 2024: Heimweh